# リアル・エステート
リアル・エステート (Real Estate) は、アメリカ合衆国ニュージャージー州出身のインディー・ロックバンドである。2009年、アルバム『Real Estate』でデビュー。2作目のアルバム『Days』（2011年）が批評家から高く評価され世界的に知られるようになる。2014年には3作目『Atlas』、2017年には4作目『In Mind』、2020年には5作目『The Main Thing』をリリースしている。

## 来歴

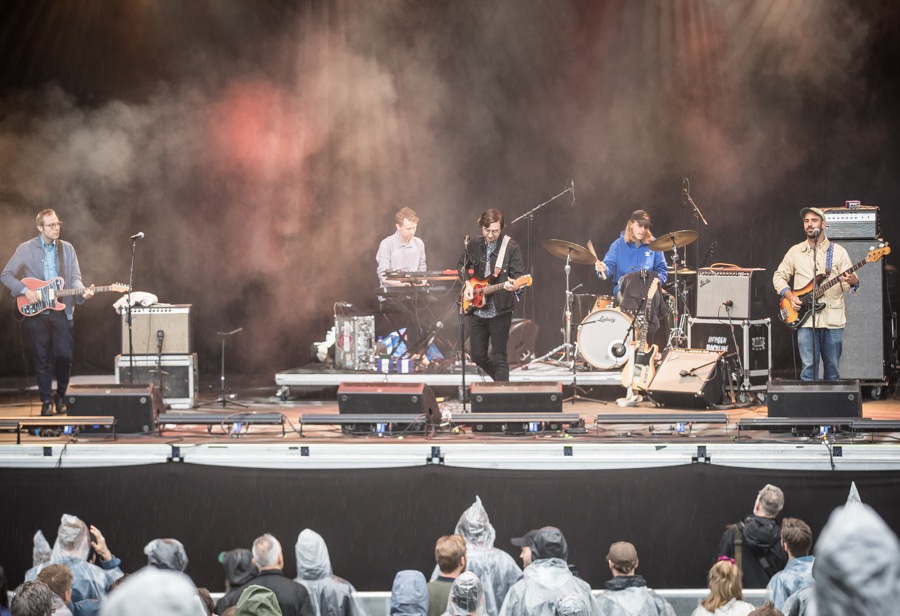
ライブで演奏するバンド（2017年）

2009年、デビューアルバム『Real Estate』をリリースする。
2011年、2作目となるアルバム『Days』をリリース。本作に対しては批評家筋からは好意的な評価が寄せられ、メタクリティックによると、32の批評媒体から100点満点中平均で77点を獲得した。ピッチフォーク・メディアは10点満点中8.7点を与え、本作をこの年の年間ベスト・アルバムランキングで9位に選んだ。
2014年、3作目のアルバム『Atlas』をリリースする。
2017年、4作目のアルバム『In Mind』をリリースした。
2020年、5作目のアルバム『The Main Thing』をリリースする。

## ディスコグラフィー

### アルバム
- Real Estate (2009年)
- Days (2011年)
- Atlas (2014年)
- In Mind (2017年)
- The Main Thing (2020年)
- Daniel (2024年）

### EP
- Reality (2010年)

## 来日公演
- 2010年
  - 11月2日 東京 渋谷 O-NEST
  - 11月3日 大阪 鰻谷SUNSUI
  - 11月4日 東京 渋谷 O-NEST
- 2015年
  - 2月22日 東京 STUDIO COAST - Hostess Club Weekender
- 2017年
  - 7月30日 新潟 苗場スキー場 - Fuji Rock Festival